# Afghan War Diary

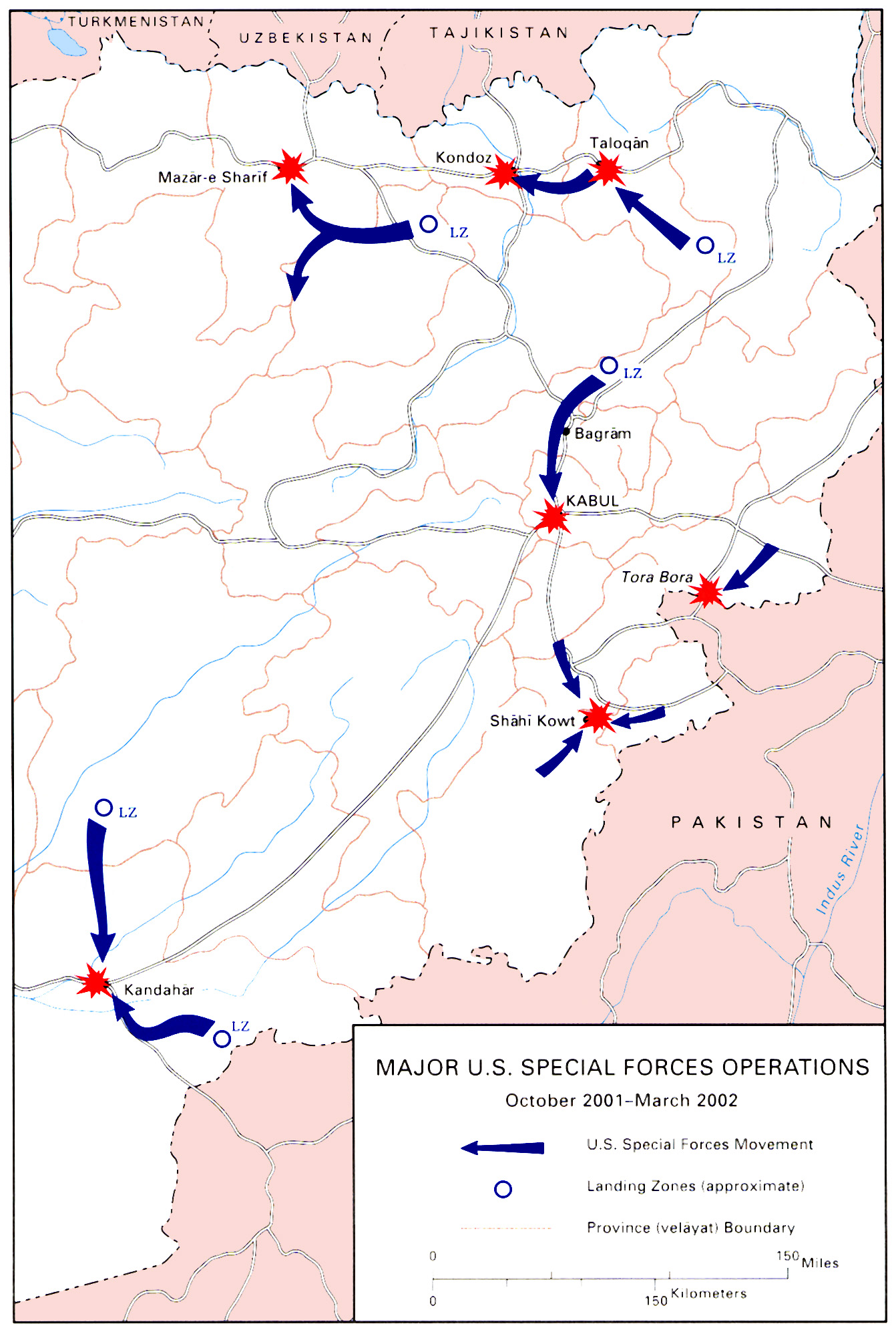
Carte des grandes opérations américaines en Afghanistan

Le terme Afghan War Diary (littéralement, « Journal de la guerre afghane ») ou The War Logs (littéralement, « Les Journaux de la guerre ») désigne un ensemble de documents et rapports (logs) des forces armées des États-Unis, rapports qui documentent le déroulement de la guerre en Afghanistan depuis 2001. Ils sont rendus publics par WikiLeaks le 25 juillet 2010,,, lequel remet une copie des 91 731 documents, durant une période allant de janvier 2004 à décembre 2009, à différents journaux, dont The Guardian, The New York Times et Der Spiegel, qui publient chacun différents rapports la même journée par entente mutuelle. La plupart des documents sont classés peu sensibles selon The New York Times. La fuite, l'une des plus importantes de l'histoire militaire des États-Unis, révèle des informations sur les morts de civils, l'augmentation des attaques talibanes et les supposées participations du Pakistan et de l'Iran dans les attaques talibanes,. WikiLeaks ne révèle pas la source de la fuite, mais les autorités militaires américaines affirment qu'il s'agit de Chelsea Manning.